# Luiz Carlos Junior
Luiz Carlos Correia Leite Junior (Osasco, 03 de setembro de 1984), ou apenas Luiz Carlos Junior, é um narrador esportivo brasileiro e produtor audiovisual que chefia a TV Palmeiras, canal do qual também atua como comentarista de jogos e apresentador de quadros e podcasts.

## Reconhecimento público
Continuando sua saga no Palmeiras, Luiz deu rosto e voz a praticamente todos os acontecimentos desportivos da casa: cobriu jogos de base, do profissional e entrevistou jogadores, ex-jogadores e ídolos em quadros especiais. Acumulou viagens internacionais para acompanhar o Palmeiras nas mais diversas categorias possíveis, muitas vezes narrando finais eletrizantes cujas narrações se tornaram virais e, assim, passou a ganhar notoriedade no meio palmeirense.